# Coelidia mindanaoensis
Coelidia mindanaoensis är en insektsart som beskrevs av Baltasar Merino 1936. Coelidia mindanaoensis ingår i släktet Coelidia och familjen dvärgstritar. Inga underarter finns listade i Catalogue of Life.